# Dorothy Ripley
Dorothy Ripley (Whitby, 1767-Virginia, 1831) era un evangelista y misionera británica que vino a América en 1801. Vivió de 1767-1831, muriendo en Virginia. Era una cuáquera por confesión, aunque había sido educada como metodista . Viajó miles de kilómetros tanto en los Estados Unidos como en Gran Bretaña en el circuito de reuniones del campamento. Era una evangelista eficaz. Ella también ministró a muchos de los marginados, incluyendo la tribu de Oneida, hombres y mujeres en prisión, y especialmente esclavos africanos en el sur americano. Se publicó seis veces, con tres de sus libros recibiendo una segunda impresión. Cruzó el Atlántico por lo menos 9 veces, la mayoría de esos tiempos viajando solos. A su muerte, un periódico escribió en su obituario que era "quizás la mujer más extraordinaria del mundo".

## Primeros años
Ripley nació en la ciudad de Whitby, en Inglaterra. Su padre, William era un socio cercano de John Wesley . Wesley llamó a William "una luz ardiente y brillante". Guillermo estaba trabajando con Wesley en un momento en que el fundador del metodismo estaba animando a la mujer a convertirse en predicadoras. William deseaba que su hijo, antes de conocer su género, fuera a ser predicador. Él la animó hacia esa vocación mientras estuviera vivo. El padre de Ripley murió en su adolescencia, dejando a la familia en difíciles dificultades financieras. Ellos sufrieron una serie de otros reveses, incluyendo la pérdida de miembros de la familia a la muerte temprana, y un deslizamiento de tierra que destruyó su casa familiar. Estos incidentes tuvieron un profundo impacto en ella.
Creyendo que fue llamada al ministerio cristiano, y no queriendo ser atada por las responsabilidades del matrimonio, Ripley eligió una vida de soltería.

## Eventos Importantes
Dorothy viajó al norte y al sur dedicándose a la predicación itinerante en los Estados Unidos. Pasó mucho tiempo en Nueva York, Carolina del Sur y Georgia.
Ripley enfrentó muchos desafíos de su cultura incluyendo la hostilidad de hombres y mujeres hacia predicadoras. Fue acusada de ser una mujer obscena por permitirse ver públicamente como un espectáculo. Algunos de sus opositores también la acusaron de prostituirse, ya que ella no tenía un ingreso como un medio de apoyo regular: sus primeros años como misionera fueron financiados totalmente por la fe a través de las donaciones de personas que creían en su ministerio. Esta práctica explica el título de su segundo libro, The Bank of Faith y Works United. Ella perseveró y a menudo terminó ganando a sus oponentes a través del efecto de su predicación sobre grandes multitudes.
Ripley sintió una carga desde la infancia por los esclavos en América. Al llegar en 1801 para su primer viaje a América, ganó una audiencia con Thomas Jefferson para pedir su permiso para ministrar a los esclavos, predicar a los propietarios de esclavos y buscar ayuda para una escuela gratuita para los esclavos esclavos liberados educados. Durante la reunión reprochó al presidente por su propiedad de esclavos. Le declaró que estaba particularmente preocupada por las mujeres africanas que estaban siendo explotadas por sus propietarios de esclavos. Obtuvo la "aprobación" de la Presidenta por su trabajo. Cuando en el sur ministraba directamente a esclavos africanos, y enseñaba a sus dueños de esclavos que debían renunciar a sus esclavos.
Ripley también predicó en muchas iglesias afroamericanas. Ella predicó para la iglesia del reverendo Absalón Jones en una ocasión, y para el reverendo Richard Allen (obispo) en otra. Allen había sido muy vacilante para permitir que Ripley predicara en su iglesia en 1802, pero alentado por algunos de sus miembros, le permitió hacerlo. Más tarde, Ripley sería uno de los oradores, con Rev. Allen y varios otros predicadores masculinos, en 1818. Es muy posible que con su ejemplo delante de él, el Rev. Allen se sintiera cómodo ordenando a Jarena Lee en 1819.
En enero de 1806, Ripley también predicó en un servicio religioso sostenido dentro del edificio del Capitolio de los Estados Unidos. Ella fue la primera mujer en hacerlo. Sólo otra mujer lo hizo: Harriet Livermore . Al evento asistieron el presidente Thomas Jefferson .
Ripley ayudó a Hugh Bourne a comenzar el metodismo primitivo. Ella, con Lorenzo Dow y Bourne predicó un circuito itinerante en Inglaterra. Los servicios de avivamiento que estos tres condujeron llevaron a mucha gente a los círculos del Metodismo Primitivo.
En 1830 dirigió un renacimiento que ofreció otras tres predicadoras femeninas, incluyendo Watkins, Nancy Towle y Ann Rexford.

## Relación con los cuáqueros
Atraída por los cuáqueros, comenzó a asistir a sus reuniones. Ella se identificó estrechamente con su doctrina de guía interior por la luz. Amaba a la Sociedad de Amigos, pero ese amor no siempre era mutuo. Ella solicitó la afiliación con ellos tres veces, pero rechazaron repetidamente su calidad de miembro. Varios Amigos la apoyaron privadamente financieramente, creyendo que fue legítimamente llamado por Dios para predicar. David Sands y Priscilla Hanna Gurney eran cuáqueros notables que le dieron un gran apoyo personal y práctico.

## Relación con los metodistas
Ripley fue educada como metodista, y la mayor parte de su comprensión teológica reflejó ese trasfondo. Dorothy fue expuesta a muchos métodos famosos en sus primeros años. Su padre fue anfitrión de John Wesley en su casa en varias ocasiones. Con él llegó su grupo viajero de mujeres predicadoras, como Sarah Crosby y Mary Bosanquet . Ripley sin duda habría conocido a estas mujeres y ellas la habrían influido con sus poderosos ejemplos.
Ripley también se reunió con el obispo Asbury que la animó en su predicación. Se asoció con muchos otros metodistas famosos, incluyendo al Obispo Whatcoat, a las predicadoras Ruth Watkins y Hugh Bourne. También viajó extensamente con Lorenzo Dow , haciendo una gira de predicación en Gran Bretaña con Bourne. Ese viaje incluyó una estancia en la prisión por una noche cuando ella y el excéntrico Dow fueron arrestados.

## Carrera editorial
Ripley publicó cinco libros: La conversión extraordinaria y la experiencia religiosa de Dorothy Ripley (1810) El Banco de Fe y Obras Unidas (1819), Una Cuenta de Rose Butler (1819), Cartas dirigidas a Dorothy RIpley (1807), que incluía un libro De los poemas llamó una dirección a todas las dificultades y las memorias y las notas recogidas de su padre. Ella publicó todo esto a sus expensas. Los primeros tres recibieron una segunda impresión. Utilizó los ingresos para financiar su ministerio itinerante de predicación.